# Peterskapelle (Luzern)

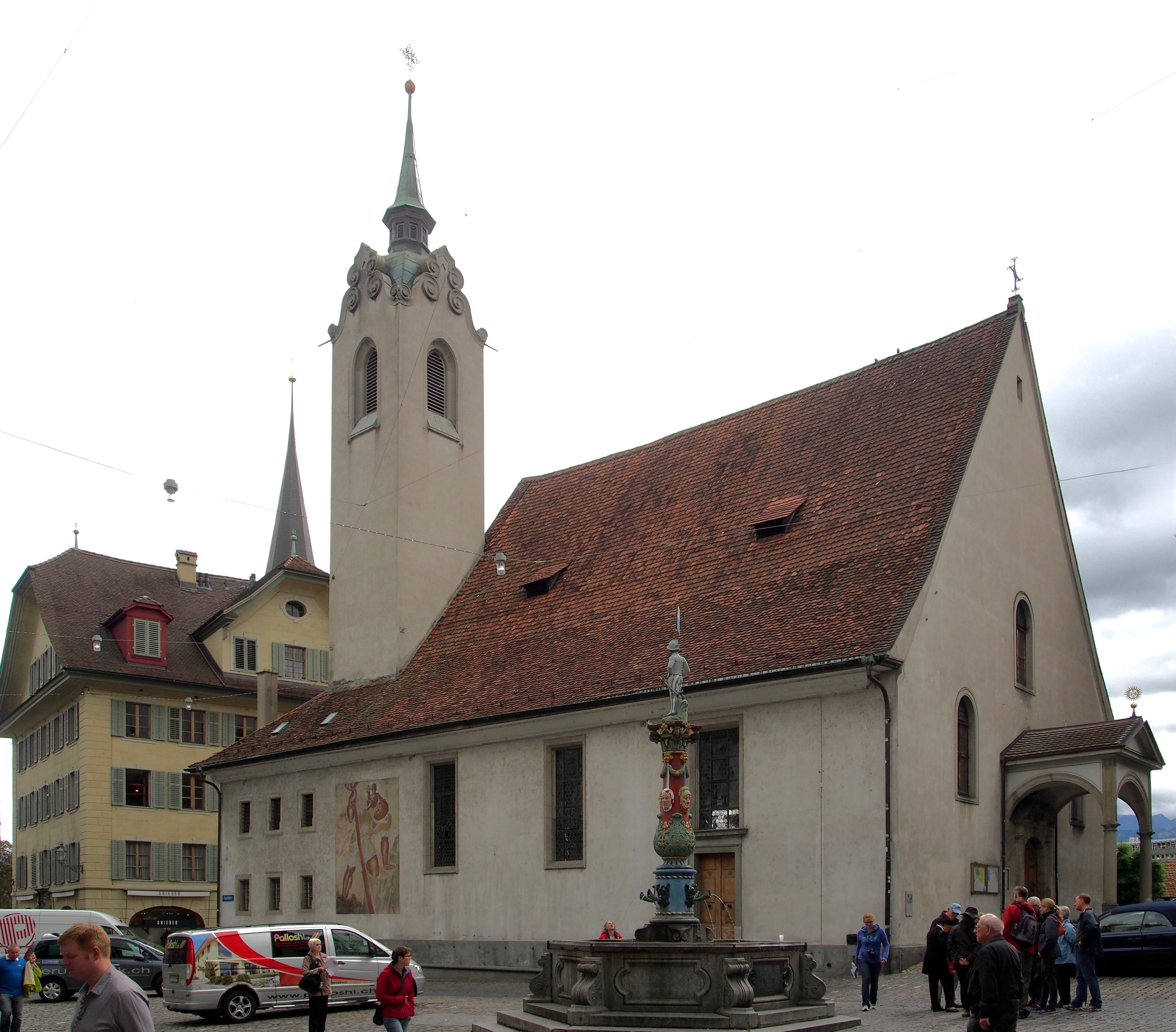
Peterskapelle

Die Peterskapelle ist eine römisch-katholische Kirche in der Altstadt von Luzern in der Schweiz, am Ausfluss der Reuss aus dem Vierwaldstättersee gelegen. Sie befindet sich zwischen dem Engelbergerhaus und dem Haus Zur Gilgen. Von ihr hat die benachbarte Kapellbrücke ihren Namen. Sie ist die älteste Kirche innerhalb der früheren Stadtmauern und beherbergt seit 2018 die Citypastoral der katholischen Kirche in der Stadt Luzern, die ebenfalls unter dem Namen «Peterskapelle» firmiert. Kirchenrechtlich ist sie eine Filialkirche der Luzerner Pfarrei St. Leodegar im Hof. Sie befindet sich auf der Liste der Kulturgüter in Luzern als regional bedeutend.

## Geschichte
Die erste urkundliche Erwähnung der Peterskapelle datiert in das Jahr 1178. Vermutlich stand an derselben Stelle aber bereits weit vor der Stadtgründung eine schlichte Holzkirche. Das Patrozinium des Apostels Petrus sowie die bereits in der Urkunde von 1178 verwendete Bezeichnung der Kirche als «capella» lassen vermuten, dass es sich bei der Kirche um eine Gründung irischer Wandermönche um Gallus und Columban handeln könnte. Bis heute hat sich im Volksmund die Mundartbezeichnung «Chappele» oder «Chappelchile» erhalten.

### Architektur
Zur frühen Baugeschichte vor und nach der ersten urkundlichen Erwähnung gibt es wenig Greifbares. Überlieferte Eckdaten sind 1259, als offenbar so gewichtige bauliche Veränderungen vorgenommen worden waren, dass Eberhard II. von Waldburg, damals Bischof von Konstanz, die Kirche neu weihte. 1376 erfolgte eine Neueindeckung des Daches und im Jahre 1511 wiederum eine Neuweihe, nachdem 1469 am Turm gearbeitet worden war. Der Zustand des Gebäudes zu dieser Zeit ist in Miniaturen dargestellt, die sich in der Luzerner Chronik Diebold Schillings des Jüngeren finden. Das heutige Erscheinungsbild ist vorrangig durch umfassende Umbauten in der Mitte des 18. Jahrhunderts geprägt. Bereits 1740 wurden die alten Spitzbogenfenster dem damaligen Zeitgeschmack entsprechend durch schlichtere, hohe Rechteckfenster mit farblosen Glaseinsätzen ersetzt. Zwischen 1746 und 1751 liess der Rat die Kapelle dann grundlegend neu gestalten. Hierbei wurde das frühere Täfergewölbe durch das heutige stuckverzierte Tonnengewölbe ersetzt, die zweigeschossige Empore eingebaut und der Eingangsbereich um das Hauptportal neu gestaltet. Dazu zählt auch der Bau des Vorzeichens. Nach Fertigstellung der Arbeiten am Schiff wurde der Chorraum durch Stuckaturen aufgewertet und durch den Künstler Hans Georg Wirth aus Kempten mit einem neuen Hochaltar aus Stuckmarmor bestückt. Aus dieser Zeit stammen auch die von Anton Schlegel geschnitzten Heiligenfiguren der Peterskapelle sowie die Rosenkranzmedaillons des Malers Jacob Carl Stauder.

### Nutzung
Die Kirche, zu der nie eine eigene Pfarrei gehörte, diente als grösster Innenraum im Bereich der Luzerner Altstadt seit je nicht nur als Raum für persönliches Gebet und gemeinschaftlichen Gottesdienst, sondern erfuhr daneben im Laufe der Jahrhunderte vielfältige weitere Nutzungen. Neben bürgerschaftlichen Versammlungen, Beratungen und der Ausstellung von Urkunden wurden hier im ausgehenden Mittelalter die sogenannten «Schwurtage» abgehalten, bei denen die Bürgerschaft den feierlichen Eid auf die Stadtverfassung ablegte. Am 17. März 1483 wurde in der Peterskapelle ein Teil der Beute aus den Burgunderkriegen verteilt. Im 16. Jahrhundert bereiteten sich die Mitwirkenden des Luzerner Osterspiels geistlich und auch ganz praktisch in der Peterskapelle auf ihren Auftritt auf dem Weinmarkt vor. Dazu feierten sie an den Vorstellungstagen in der Morgenfrühe hier einen Gottesdienst, währenddessen sie für ihren späteren Auftritt kostümiert und maskiert wurden. Infolge der Beschlüsse des Konzils von Trient hielten zwischen 1578 und 1582 und dann ab 1592 praktisch während des gesamten 17. Jahrhunderts Jesuiten in der Peterskapelle Unterricht für die Jugendlichen der Stadt. Während des 20. Jahrhunderts bis hinein ins 21. Jahrhundert war die Peterskapelle die Kirche verschiedener fremdsprachlicher Missionen, neben der französischsprachigen und der tamilischen vor allem der italienischsprachigen Gemeinde, die hier besonders an Sonn- und Feiertagen, teils auch an Werktagen Eucharistie feierten sowie Taufen, Hochzeiten und Totenmessen ihrer Gemeindeglieder durchführten. So stand die Peterskapelle im Laufe ihrer Geschichte stets im Spannungsfeld von Glaube und Gesellschaft als Raum für Gottesdienst und Gebet, aber zugleich auch als ein Ort öffentlichen Lebens, als Raum für Politik und Gesellschaft, für Bildung und Kultur.

## Gegenwart

### Nutzung
Seit der Wiedereröffnung der Kirche nach ihrer letzten Sanierung zwischen Oktober 2017 und November 2018 hat die Citypastoral der katholischen Kirchgemeinde Luzern ihren Sitz an der Peterskapelle, die zugleich das Zentrum ihrer Aktivitäten bildet. Das Team der Peterskapelle forscht nach neuen Formen von Spiritualität und Kirchlichkeit im 21. Jahrhundert. In den Brennpunkten von Spiritualität, Kunst und gesellschaftsrelevanten Fragen moderiert das Team tägliche Impulse, jeweils zur Mittagszeit, bis hin zu ganzen Themenwochen. Daneben ist die Peterskapelle Sitz der englischsprachigen katholischen Community von Luzern, die hier regelmässige Gottesdienste in englischer Sprache anbietet. Einige alteingesessene Luzerner Vereine und Gesellschaften feiern hier, teils seit Jahrhunderten, ihre jährlichen Patronatsgottesdienste. Ausserdem wird die Kapelle von verschiedenen Gebetsgruppen genutzt.

### Ausstattung

#### Statuen

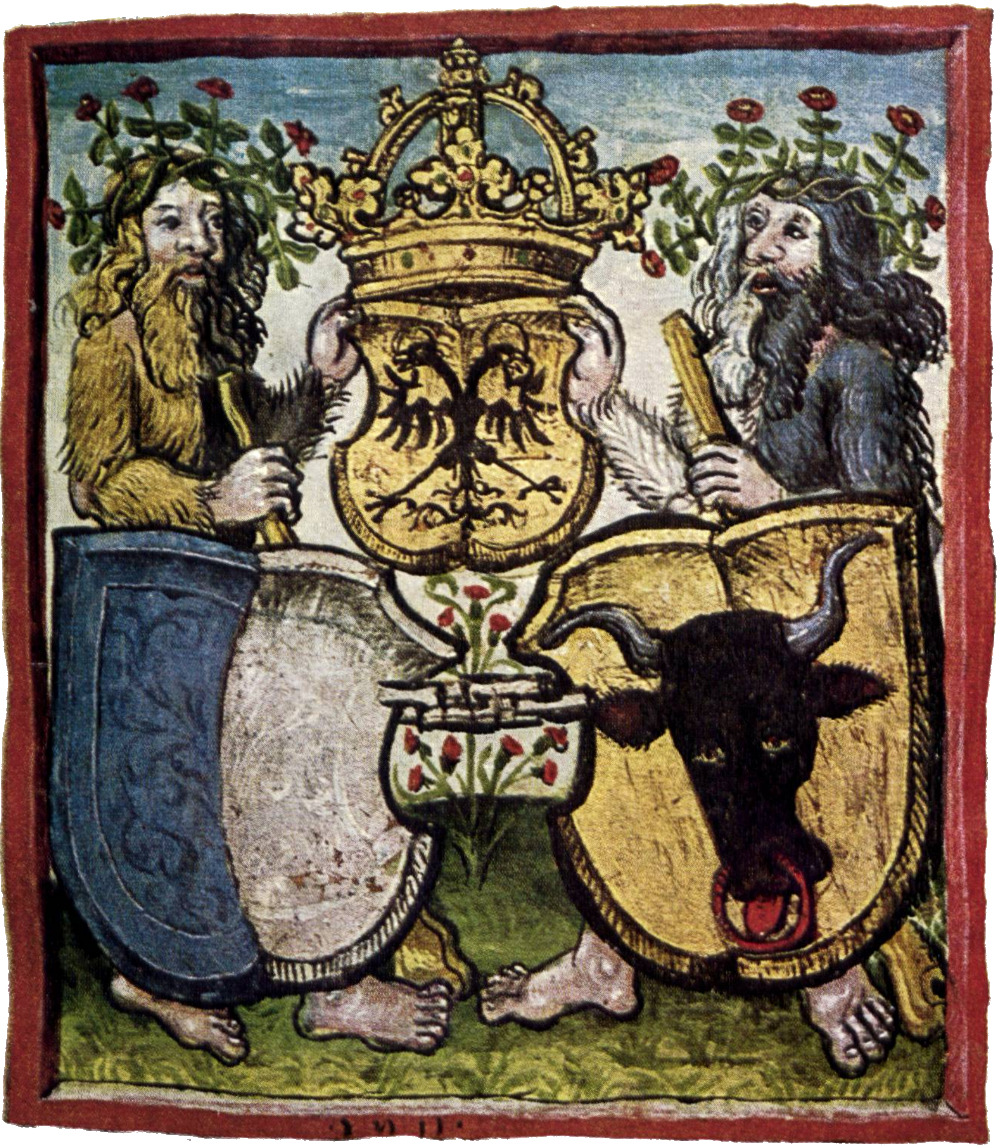
Arbedo-Denkmal

Der älteste noch heute in der Peterskapelle befindliche Gegenstand ist zugleich auch die «älteste Grossplastik, die sich in der Stadt Luzern erhalten hat» – ein überlebensgrosses Kruzifix aus der Mitte des 14. Jahrhunderts, das aus der Hofkirche St. Leodegar stammt, aber sicher seit 1513 zur Peterskapelle gehört. Es hängt heute an der Nordwand der Kapelle in der Mitte der Kreuzwegstationen, deren 14 unsignierte Ölbilder allerdings erst vom Übergang des 18. zum 19. Jahrhundert stammen dürften. Auf der gegenüberliegenden Seite hängen 15 Medaillons, in denen der barocke Maler Jacob Carl Studer 1751 die klassischen «Geheimnisse des Rosenkranzes», also biographische Etappen aus dem Leben Mariens, ins Bild gebracht hat. Aus derselben Zeit stammen die Heiligenfiguren, die der Künstler Anton Schlegel geschaffen hat. Zwei stehen im Altarraum links und rechts des Altarbildes, nämlich der Kirchenpatron Petrus mit Schlüsseln und Buch sowie der «Völkerapostel» Paulus mit Buch und Schwert als Attributen. An der Südwand stehen Figuren der Katharina von Alexandrien mit zerbrochenem Rad, Mariens als gekrönter Himmelskönigin mit dem Jesuskind auf dem Arm und Barbaras mit Palmzweig und Kelch. An der Empore ist ein vermutlich deutlich älteres Denkmal zu sehen: Ein Engel, der die gemeinsam gekrönten Wappen der früheren Bündnispartner Luzern und Uri trägt, erinnert an die verlorene Schlacht bei Arbedo gegen die Herzöge von Mailand im Jahre 1422. Neben der Marienstatue an der Südwand gibt es noch zwei weitere Darstellungen der Gottesmutter, deren Herkunft allerdings unbekannt ist: In einer Gebetsnische unter der Empore findet sich eine barocke Pietà, vermutlich aus dem 17. Jahrhundert. Eine weitere lebensgrosse Marienstatue mit Jesuskind findet sich im Altarraum und wird besonders in den Marienmonaten Mai und Oktober verehrt.

#### Gemälde
Die stärkste Prägung erhält der Innenraum durch die Altarbilder des Malers Melchior Paul von Deschwanden, die in den Jahren 1840 bis 1843 entstanden sind. Von den ursprünglich fünf Gemälden, die das Christusleben zum Inhalt haben, sind drei erhalten: Die Geburt Jesu am rechten Seitenaltar sowie Jesu Gebet am Ölberg in der Nacht vor seiner Kreuzigung am linken Seitenaltar flankieren seinen Kreuzestod mit Maria und Johannes über dem früheren Hochaltar im Chorraum.

#### Liturgische Orte
Seit der Renovation von 2018 sind die historischen Ausstattungselemente teils reduziert, teils neu angeordnet worden. Ein neuer grossflächiger Terrazzoboden schafft einen einheitlichen Raumeindruck. Der neue Zelebrationsaltar unter dem Chorbogen schafft durch seine Materialität aus Melchtaler Marmor eine Verbindung zum Tal der Einsiedelei des Schweizer Landespatrons Bruder Klaus, der auch auf einem historischen Fresko an der südlichen Fassade dargestellt ist. Der historische Taufstein des Horwer Künstlers Jost Hurter aus dem Jahre 1838 bildet den Gegenpol zum Altar auf der gegenüberliegenden Seite des Schiffes. Ein hölzernes Faltwerk gestaltet den Eingangsbereich und schafft unter der Empore neben einer Gebetsnische mit der Pietà und einem integrierten Beichtstuhl auch einen kleinen Gesprächsraum sowie eine offene Leseecke («Studiolo»). Die schlichten Holzbänke sind beweglich und erlauben unterschiedliche Raumnutzungen. Eine zweimanualige Orgel des Orgelbauers Alfred Frey von der ehemaligen Luzerner Firma «Orgelbau Cäcilia» aus dem Jahre 1971 mit 16 Registern ist seit der Renovation von 2018 nicht mehr bespielbar. Im Turm der Peterskapelle hängt ein historisches dreistimmiges Geläut mit Glocken aus den Jahren 1649, 1650 und 1788 mit den Schlagtönen g‘, c‘‘ und es‘‘.